# TTL 7449
O circuito integrado TTL 7449 é um dispositivo TTL encapsulado em um invólucro DIP de 16 pinos que contém um decodificador BCD para display de sete segmentos com coletor aberto.